# Endodothella kanarensis
Endodothella kanarensis är en svampart som beskrevs av T.S. Ramakr. & Sundaram 1952. Endodothella kanarensis ingår i släktet Endodothella och familjen Phyllachoraceae.   Inga underarter finns listade i Catalogue of Life.